# Henrik Stephansen
Henrik Victor Stephansen (Copenhague, 6 de agosto de 1988) es un deportista danés que compitió en remo.
Ganó tres medallas de oro en el Campeonato Mundial de Remo entre los años 2011 y 2013, y una medalla de oro en el Campeonato Europeo de Remo de 2013.
Participó en los Juegos Olímpicos de Río de Janeiro 2016, ocupando el decimotercer lugar en la prueba de scull individual.
En 2013 estableció una nueva plusmarca mundial de los 2000 m peso ligero en remo indoor.

## Palmarés internacional
| Campeonato Mundial | Campeonato Mundial      | Campeonato Mundial | Campeonato Mundial      |
| Año                | Lugar                   | Medalla            | Prueba                  |
| ------------------ | ----------------------- | ------------------ | ----------------------- |
| 2011               | Bled (Eslovenia)        | Medalla de oro     | Scull individual ligero |
| 2012               | Plovdiv (Bulgaria)      | Medalla de oro     | Scull individual ligero |
| 2013               | Chungju (Corea del Sur) | Medalla de oro     | Scull individual ligero |
| Campeonato Europeo |                         |                    |                         |
| Año                | Lugar                   | Medalla            | Prueba                  |
| 2013               | Sevilla (España)        | Medalla de oro     | Scull individual ligero |